# رابطة الاجتماعيين
رابطة الاجتماعيين مؤسسة ثقافية اجتماعية كويتية، تأسست في دولة الكويت عام 1967م بموجب قرار إشهار رقم 46 مسجل بوزارة الشئون الاجتماعية والعمل. وقد بدأت اللجنة الثقافية بالرابطة بإعداد المواسم الثقافية منذ عام 1968م حتى الآن تعالج فيها مواضيع حيوية هامة مستمدة من واقع المجتمع وقد وصل عددها إلى 31 موسم ثقافي. ولها علاقات مع الهيئات والجمعيات والاتحادات في البحرين وقطر والإمارات ومصر والأردن ولبنان. كما أن الرابطة عضو في الاتحاد الدولي للأخصائيين الاجتماعيين IFSW ومقره النرويج وهي عضو مؤسس. العضوية في الرابطة مفتوحة للمتخصصين في العلوم الاجتماعية والعاملين في الحقل الاجتماعي والمهتمين بقضايا المجتمع. وقد شاركت الرابطة في العديد من المؤتمرات المحلية والعربية والدولية للاجتماعيين.

## الأهداف
أهداف الرابطة العمل على الوصول بالتوعية الاجتماعية إلى جميع فئات المجتمع بالإضافة إلى تبادل الخبرات مع الهيئات المحلية والخليجية والعربية والدولية.

## قرار إشهار رابطة الاجتماعيين
قامت وزارة الشؤون الاجتماعية والعمل بإشهار رابطة الاجتماعيين وقيدت تحت رقم (46) أندية وجمعيات نفع عام بتاريخ 26/4/1967، ولمدة غير محدودة وذلك تحقيقاً للأهداف التالية:
- رعاية مصالح العاملين في الميدان الاجتماعي والعمل على الارتفاع بمستواهم المهني.
- الإسهام في تقديم وجوه الرعاية الاجتماعية للأفراد والجماعات الذين لاتسمح لهم ظروفهم بالاستفادة الكاملة بالخدمات الحكومية.
- العمل على الوصول بالتوعية الاجتماعية إلى جميع فئات المجتمع وطبقاته بشتى الوسائل المتاحة.
- إجراء البحوث الميدانية بهدف تحديد حجم المشكلات والظواهر الاجتماعية التي قد تعوق سبيل التطور الاجتماعي المنشود لمجتمعنا.
- تبادل المعلومات والخبرات المهنية مع الهيئات المحلية والدولية والعربية وخصوصاً المتخصصة منها في شؤون الرعاية الاجتماعية بشتى الوسائل.